# Campionati europei di atletica leggera 2014 - Staffetta 4×100 metri femminile
La staffetta 4×100 metri femminile si è tenuta il 16 e 17 agosto.

## Risultati

### Batterie
| Pos | Batt | Corsia | Nazione       | Atleti                                                                            | Tempo | Note  |
| --- | ---- | ------ | ------------- | --------------------------------------------------------------------------------- | ----- | ----- |
| 1   | 1    | 2      | Francia       | Céline Distel-Bonnet, Ayodelé Ikuesan, Myriam Soumaré, Stella Akakpo              | 42.29 | Q, EL |
| 2   | 2    | 4      | Gran Bretagna | Asha Philip, Ashleigh Nelson, Anyika Onuora, Desiree Henry                        | 42.62 | Q, SB |
| 3   | 1    | 8      | Paesi Bassi   | Madiea Ghafoor, Dafne Schippers, Tessa van Schagen, Jamile Samuel                 | 42.77 | Q     |
| 4   | 1    | 3      | Svizzera      | Mujinga Kambundji, Marisa Lavanchy, Ellen Sprunger, Léa Sprunger                  | 42.98 | Q     |
| 5   | 1    | 1      | Italia        | Marzia Caravelli, Irene Siragusa, Martina Amidei, Audrey Alloh                    | 43.29 | q, SB |
| 6   | 2    | 2      | Ucraina       | Kseniya Karandyuk, Nataliya Strohova, Olesya Povh, Nataliya Pohrebnyak            | 43.37 | Q, SB |
| 7   | 2    | 8      | Russia        | Marina Panteleyeva, Natalya Rusakova, Yekaterina Vukolova, Kristina Sivkova       | 43.47 | Q     |
| 8   | 1    | 4      | Svezia        | Iréne Ekelund, Isabelle Eurenius, Daniella Busk, Pernilla Nilsson                 | 43.80 | q, SB |
| 9   | 1    | 5      | Grecia        | Yeoryia Kokloni, Elisavet Pesiridou, Andriana Ferra, Maria Belibasaki             | 43.81 | SB    |
| 10  | 2    | 1      | Irlanda       | Amy Foster, Kelly Proper, Sarah Lavin, Phil Healy                                 | 43.84 | NR    |
| 11  | 1    | 7      | Finlandia     | Milja Thureson, Hanna-Maari Latvala, Minna Laukka, Nooralotta Neziri              | 44.22 | SB    |
| 12  | 2    | 7      | Norvegia      | Isabelle Pedersen, Christine Bjelland Jensen, Elisabeth Slettum, Ezinne Okparaebo | 44.29 | NR    |
| 13  | 2    | 3      | Bulgaria      | Karin Okoliye, Inna Eftimova, Maria Dankova, Ivet Lalova                          | 44.53 | SB    |
| 14  | 1    | 6      | Spagna        | Maria Isabel Pérez, Alba Fernández, Estela García, Cristina Lara                  | 44.68 | SB    |
| 15  | 2    | 5      | Croazia       | Ivana Lončarek, Nika Župa, Lucija Pokos, Kristina Dudek, Nika Zupa                | 45.47 |       |
|     | 2    | 6      | Germania      | Josefina Elsler, Rebekka Haase, Tatjana Lofamakanda Pinto, Verena Sailer          | DNF   |       |

### Finale
| Pos | Corsia | Nazione       | Atleti                                                                      | Tempo | Note   |
| --- | ------ | ------------- | --------------------------------------------------------------------------- | ----- | ------ |
| 1   | 5      | Gran Bretagna | Asha Philip, Ashleigh Nelson, Jodie Williams, Desiree Henry                 | 42.24 | EL, NR |
| 2   | 3      | Francia       | Céline Distel-Bonnet, Ayodelé Ikuesan, Myriam Soumaré, Stella Akakpo        | 42.45 |        |
| 3   | 7      | Russia        | Marina Panteleyeva, Natalya Rusakova, Yelizaveta Savlinis, Kristina Sivkova | 43.22 | SB     |
| 4   | 2      | Italia        | Marzia Caravelli, Irene Siragusa, Martina Amidei, Audrey Alloh              | 43.26 | SB     |
| 5   | 4      | Ucraina       | Kseniya Karandyuk, Nataliya Strohova, Olesya Povh, Nataliya Pohrebnyak      | 43.58 |        |
| 6   | 1      | Svezia        | Iréne Ekelund, Isabelle Eurenius, Daniella Busk, Pernilla Nilsson           | 44.36 |        |
|     | 6      | Paesi Bassi   | Madiea Ghafoor, Dafne Schippers, Tessa van Schagen, Jamile Samuel           | DNF   |        |
|     | 8      | Svizzera      | Mujinga Kambundji, Marisa Lavanchy, Ellen Sprunger, Léa Sprunger            | DNF   |        |